# Sad II ibn Abi Bakr
Sad (II) ibn Abi-Bakr fou atabeg salghúrida del Fars el 1260, durant divuit dies, com a successor del seu pare Abu-Bakr ibn Sad Mudàffar-ad-Din Kutlugh.
Després de l'ocupació de Bagdad per Hulagu (1258), el pare de Sad el va enviar a la cort mongola de l'Il-kan per tal de reafirmar el vassallatge. En morir l'atabeg el 18 de maig de 1260, el va succeir el seu fill Sad, que encara estava absent i que va morir al cap de 18 dies, abans d'arribar a Siraz. El va succeir el seu germà petit Muhàmmad (I) Adud-ad-Din.